# کیتلین نیکن
کیتلین نیکن (انگلیسی: Katelyn Nacon؛ زادهٔ ۱۱ ژوئن ۱۹۹۹) یک هنرپیشه و موسیقی‌دان اهل ایالات متحده آمریکا است. وی از سال ۲۰۱۳ میلادی تاکنون مشغول فعالیت بوده‌است. عمده شهرت او به دلیل بازی در نقش ایند در سریال مردگان متحرک است.